# Лабрадор-Сіті
Лабрадор-Сіті (англ. Labrador City) — містечко в Канаді, у провінції Ньюфаундленд і Лабрадор.

## Населення
За даними перепису 2016 року, містечко нараховувало 7220 осіб, показавши скорочення на 2,0%, порівняно з 2011-м роком. Середня густина населення становила 186 осіб/км².
З офіційних мов обидвома одночасно володіли 860 жителів, тільки англійською — 6 315, тільки французькою — 20, а 10 — жодною з них. Усього 350 осіб вважали рідною мовою не одну з офіційних, з них 5 — українську (один з них був і Микита Мироненко, майстер спорту України з таеквондо по версії ITF).
Працездатне населення становило 71,3% усього населення, рівень безробіття — 8,5% (7,5% серед чоловіків та 9,9% серед жінок). 96% осіб були найманими працівниками, а 2,9% — самозайнятими.
Середній дохід на особу становив $68 500 (медіана $58 149), при цьому для чоловіків — $89 615, а для жінок $44 548 (медіани — $96 654 та $33 109 відповідно).
24,7% мешканців мали закінчену шкільну освіту, не мали закінченої шкільної освіти — 14,2%, 61% мали післяшкільну освіту, з яких 20,2% мали диплом бакалавра, або вищий.
| Статево-вікова структура населення | Статево-вікова структура населення | Статево-вікова структура населення | Статево-вікова структура населення | Статево-вікова структура населення |
| ---------------------------------- | ---------------------------------- | ---------------------------------- | ---------------------------------- | ---------------------------------- |
|                                    |                                    |                                    |                                    |                                    |
| Всього                             | Всього                             | 52,1%47,9%                         |                                    |                                    |
| 0 — 14 років                       | 0 — 14 років                       |                                    | 18,5%                              | 18,5%                              |
| 15 — 64 років                      | 15 — 64 років                      |                                    | 73,1%                              | 73,1%                              |
| 65 і більше                        | 65 і більше                        |                                    | 8,4%                               | 8,4%                               |
| 85 і більше                        | 85 і більше                        |                                    | 0,2%                               | 0,2%                               |
| Середній вік (років)               | Середній вік (років)               | 36,636,9                           | 36,7                               | 36,7                               |
| Медіана (років)                    | Медіана (років)                    | 37,437,5                           | 37,4                               | 37,4                               |
| — чоловіки — жінки                 |                                    |                                    |                                    |                                    |

| Походження мешканців:     | Походження мешканців:     | Походження мешканців: | Походження мешканців: | Походження мешканців: |
| ------------------------- | ------------------------- | --------------------- | --------------------- | --------------------- |
| Походження                |                           |                       | осіб                  | %                     |
| Корінні американці        | Корінні американці        |                       | 850                   | 11.82%                |
| Інше північноамериканське | Інше північноамериканське |                       | 4 120                 | 57.3%                 |
| Європейське               | Європейське               |                       | 3 755                 | 52.23%                |
| британське                | британське                |                       | 3 370                 | 46.87%                |
| французьке                | французьке                |                       | 590                   | 8.21%                 |
| українське                | українське                |                       | 10                    | 0.14%                 |
| Африканське               | Африканське               |                       | 10                    | 0.14%                 |
| Азійське                  | Азійське                  |                       | 330                   | 4.59%                 |

| Зайнятість населення за галузями (за класифікацією NOC): | Зайнятість населення за галузями (за класифікацією NOC): | Зайнятість населення за галузями (за класифікацією NOC): | Зайнятість населення за галузями (за класифікацією NOC): | Зайнятість населення за галузями (за класифікацією NOC): |
| -------------------------------------------------------- | -------------------------------------------------------- | -------------------------------------------------------- | -------------------------------------------------------- | -------------------------------------------------------- |
|                                                          |                                                          |                                                          |                                                          |                                                          |
| Управління                                               | Управління                                               |                                                          | 7%                                                       | 7%                                                       |
| Бізнес, фінанси та адміністрування                       | Бізнес, фінанси та адміністрування                       |                                                          | 10,3%                                                    | 10,3%                                                    |
| Природничі та прикладні науки                            | Природничі та прикладні науки                            |                                                          | 5,7%                                                     | 5,7%                                                     |
| Охорона здоров'я                                         | Охорона здоров'я                                         |                                                          | 2,9%                                                     | 2,9%                                                     |
| Освіта, правозахист, муніципальні та урядові служби      | Освіта, правозахист, муніципальні та урядові служби      |                                                          | 6,6%                                                     | 6,6%                                                     |
| Мистецтво, культура, відпочинок та спорт                 | Мистецтво, культура, відпочинок та спорт                 |                                                          | 1,2%                                                     | 1,2%                                                     |
| Роздрібна торгівля та послуги                            | Роздрібна торгівля та послуги                            |                                                          | 23,9%                                                    | 23,9%                                                    |
| Гуртова торгівля, транспорт та обладнання                | Гуртова торгівля, транспорт та обладнання                |                                                          | 30,9%                                                    | 30,9%                                                    |
| Природні ресурси, сільське господарство                  | Природні ресурси, сільське господарство                  |                                                          | 6,9%                                                     | 6,9%                                                     |
| Виробництво                                              | Виробництво                                              |                                                          | 4,3%                                                     | 4,3%                                                     |

## Клімат
Середня річна температура становить -3,4°C, середня максимальна – 17,7°C, а середня мінімальна – -28,1°C. Середня річна кількість опадів – 870 мм.
| Клімат поселення                              | Клімат поселення | Клімат поселення | Клімат поселення | Клімат поселення | Клімат поселення | Клімат поселення | Клімат поселення | Клімат поселення | Клімат поселення | Клімат поселення | Клімат поселення | Клімат поселення | Клімат поселення |
| Показник                                      | Січ.             | Лют.             | Бер.             | Квіт.            | Трав.            | Черв.            | Лип.             | Серп.            | Вер.             | Жовт.            | Лист.            | Груд.            |                  |
| Середній максимум, °C                         | −16,29           | −14,2            | −7,13            | 1,31             | 9,24             | 15,68            | 17,68            | 16,35            | 10,40            | 3,70             | −4,18            | −14,42           |                  |
| Середня температура, °C                       | −22,19           | −20,12           | −13,04           | −4,6             | 3,32             | 9,77             | 13,79            | 12,42            | 6,48             | −0,21            | −8,09            | −18,32           |                  |
| Середній мінімум, °C                          | −28,1            | −26,03           | −18,95           | −10,51           | −2,59            | 3,86             | 9,88             | 8,52             | 2,57             | −4,12            | −12              | −22,24           |                  |
| Норма опадів, мм                              | 56               | 42               | 56               | 58               | 57               | 84               | 113              | 95               | 98               | 77               | 72               | 62               |                  |
| Середньомісячна швидкість вітру, м/с          | 3.91             | 3.91             | 4.21             | 4.21             | 3.90             | 4.00             | 3.65             | 3.70             | 4.11             | 4.30             | 4.14             | 3.70             |                  |
| Середньомісячна сонячна радіація, кДж/м²·день | 3486             | 6938             | 11685            | 16368            | 18343            | 19030            | 17899            | 14921            | 10070            | 5810             | 3245             | 2475             |                  |
| --------------------------------------------- | ---------------- | ---------------- | ---------------- | ---------------- | ---------------- | ---------------- | ---------------- | ---------------- | ---------------- | ---------------- | ---------------- | ---------------- | ---------------- |
| Джерело:                                      |                  |                  |                  |                  |                  |                  |                  |                  |                  |                  |                  |                  |                  |